# Italia in Miniatura
Koordinaten: 44° 5′ 24″ N, 12° 30′ 51″ O
Italia in Miniatura ist ein 1970 eröffneter Freizeit- und Miniaturpark in Viserba, einer Ortschaft von Rimini.

## Beschreibung und Lage
Im Park finden Besucher auf einer dem italienischen Stiefel nachempfundenen Freifläche 273 Miniaturen bekannter italienischer und europäischer Sehenswürdigkeiten im Maßstab 1:25 und 1:50, darunter auch Miniaturen des Reichstagsgebäudes in Berlin, des Eiffelturms in Paris oder auch des Petersplatzes oder des Kolosseums in Rom. Das Areal wird von einer Einschienenbahn Monorotaia umrundet, die dabei mit 15 km/h eine Höhe von bis zu 6 m erreicht. In die Landschaft sind 10.000 Pflanzen und 5.000 Miniaturbäume integriert. Zum Füllen der Wasserflächen werden 2.500 m3 Wasser benötigt. 17 Miniaturzüge fahren in der Anlage.
Auf einer Teilfläche von 12.000 m2 befindet sich Venice, ein Nachbau des Canal Grande von Venedig mit Nachbildungen von 119 Gebäuden im Maßstab 1:5, der auf Booten durchfahren werden kann. Dabei hat der Markusturm auf dem Markusplatz, dem Endpunkt der Fahrt, eine Höhe von 20 Metern.
Im Cannonacqua, einer Nachbildung der Burg Sismondo in Rimini, können mit Wasserkanonen mittelalterliche Kämpfe zwischen den Adelsfamilien Montefeltro und Malatesta um die Burg nachempfunden werden.
Außerdem gibt es die Wildwasserbahn Canoe, den Papageienpark Pappamondo, sowie den Luna Park della scienza mit physikalischen Experimenten für Kinder. Seit 2011 werden im Projekt YouMini Parkbesucher nach Fotoscan im Format 1:33 miniaturisiert.
Der Park ist von März bis September täglich, in den anderen Monaten tageweise, geöffnet. Er liegt direkt an der Strada Statale 16 Adriatica etwa 5 km nördlich des Zentrums von Rimini.

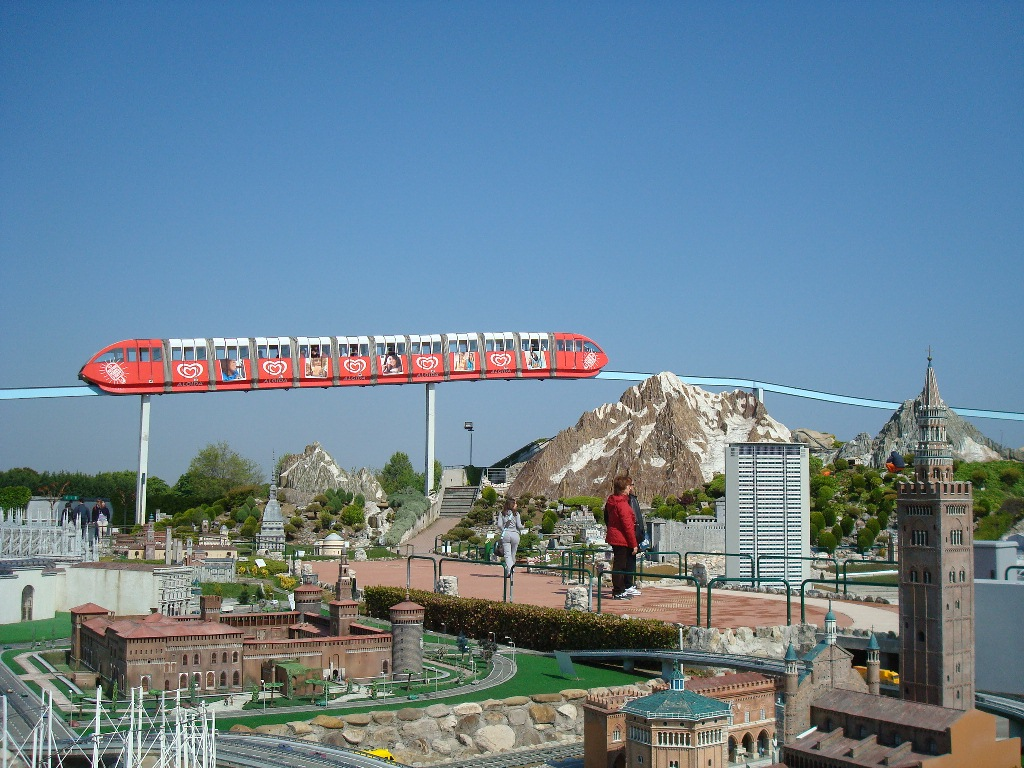
Arcobaleno
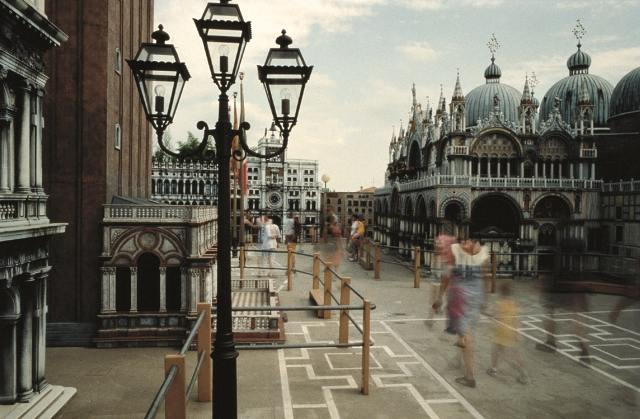
Venice
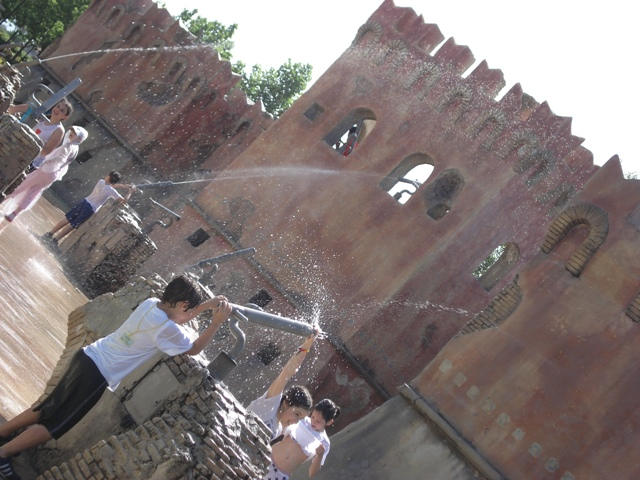
Cannonacqua
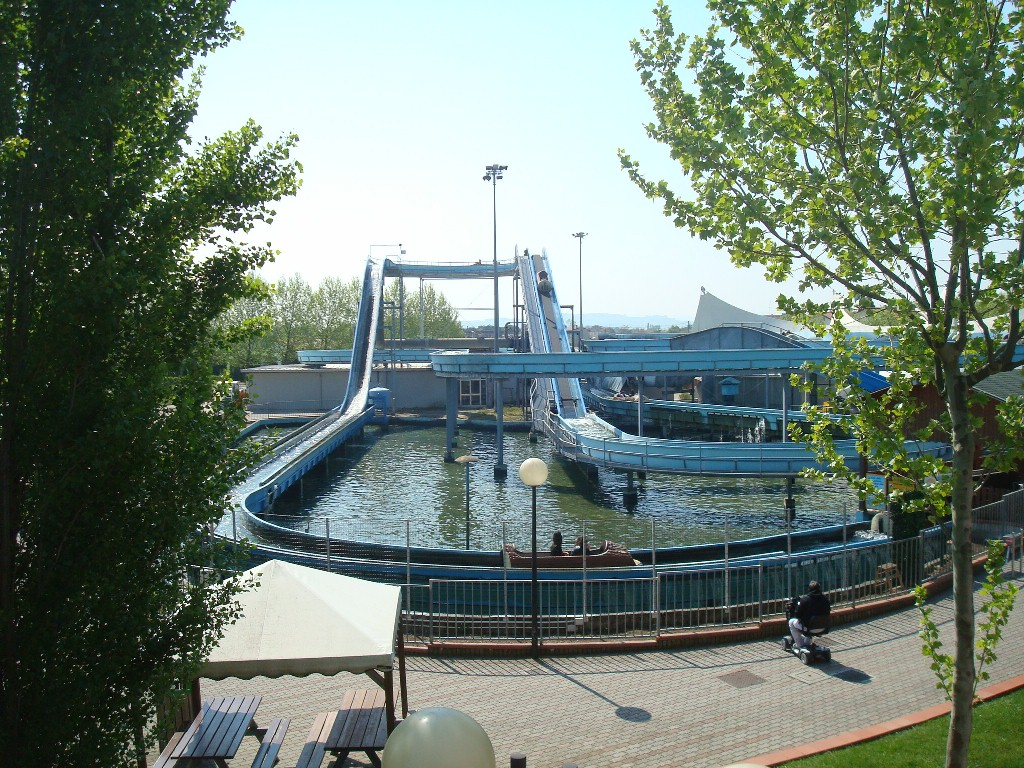
Wildwasserbahn Canoe
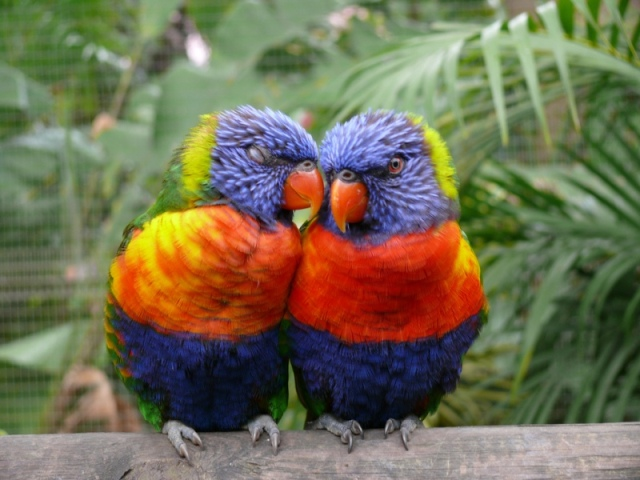
Papageienpark Pappamondo
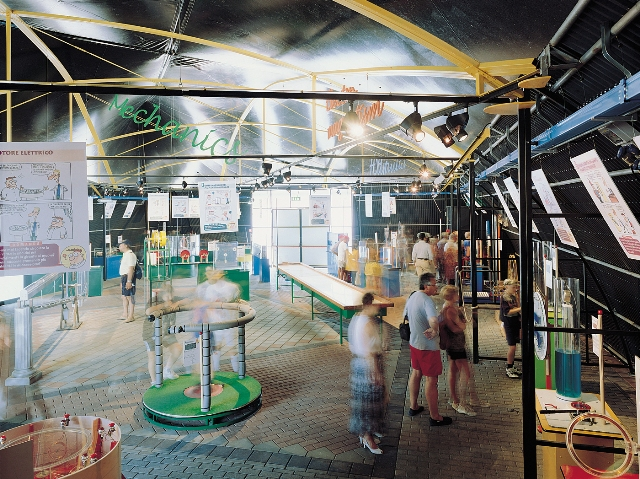
Luna Park della scienza
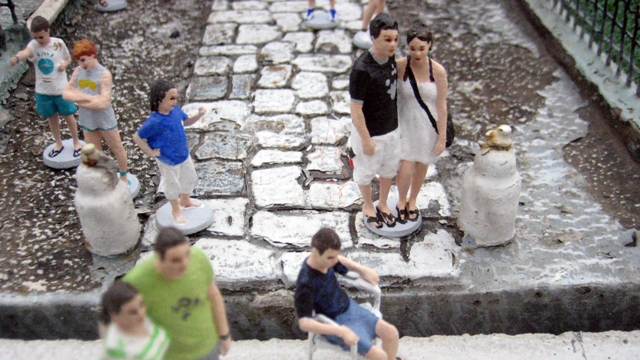
YouMini
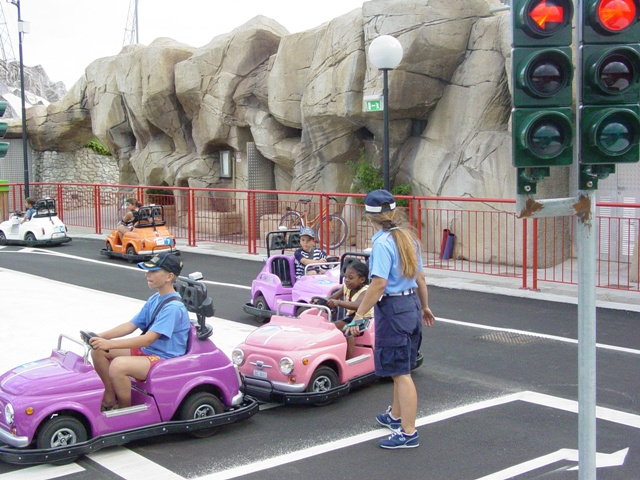
Interaktive Kinderfahrschule

## Geschichte

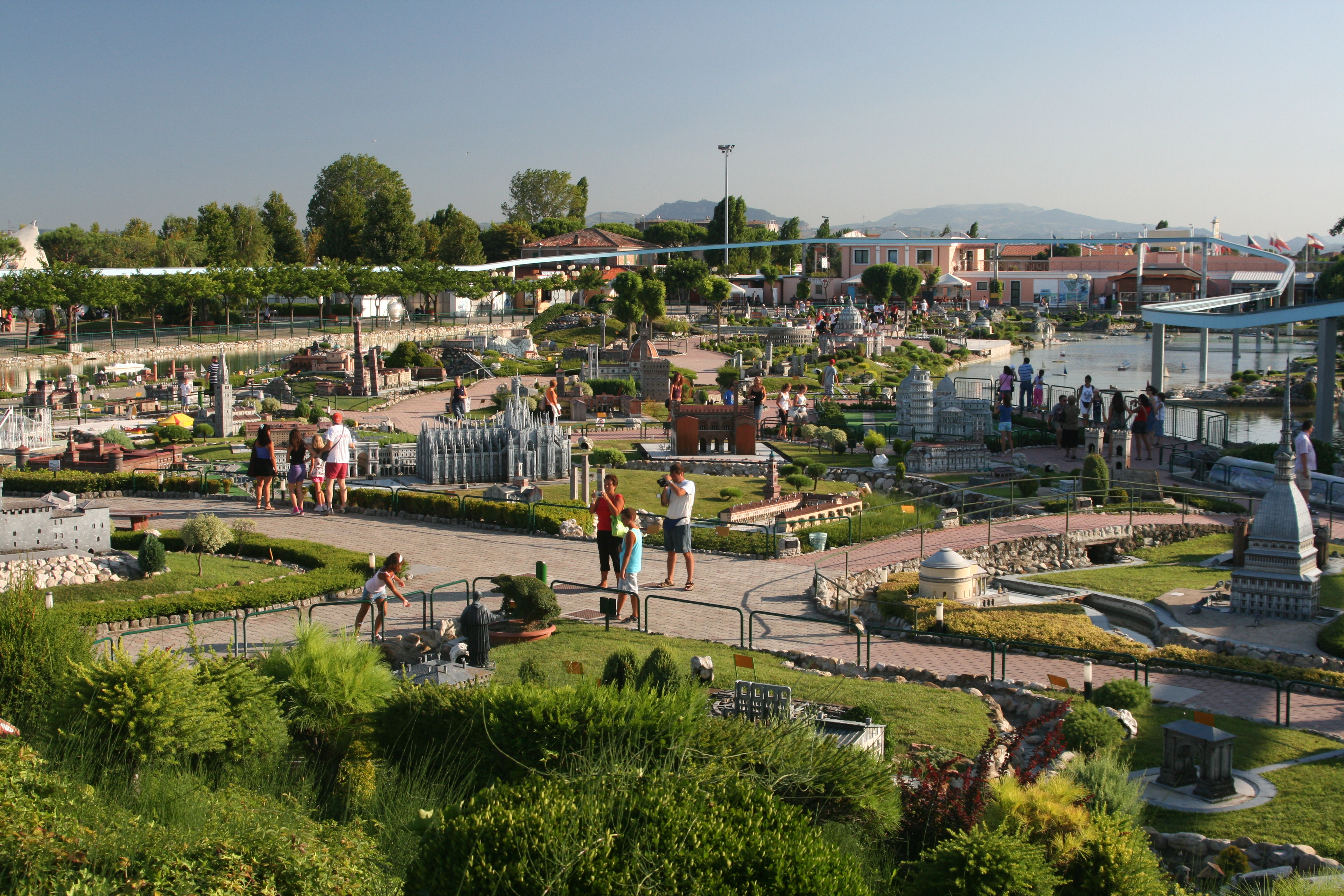
Blick über den Park zum Eingang

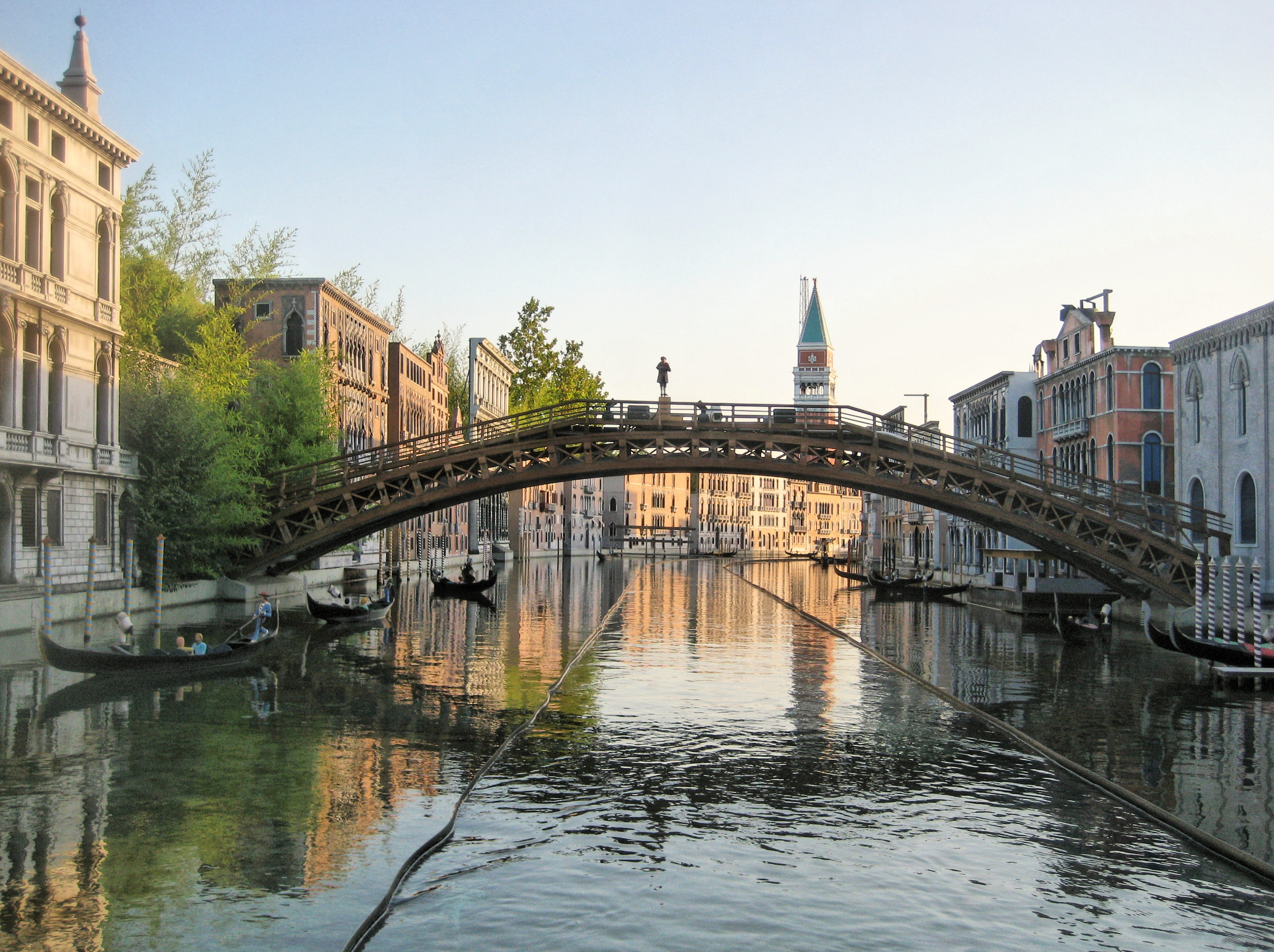
Venedig im Maßstab 1:5

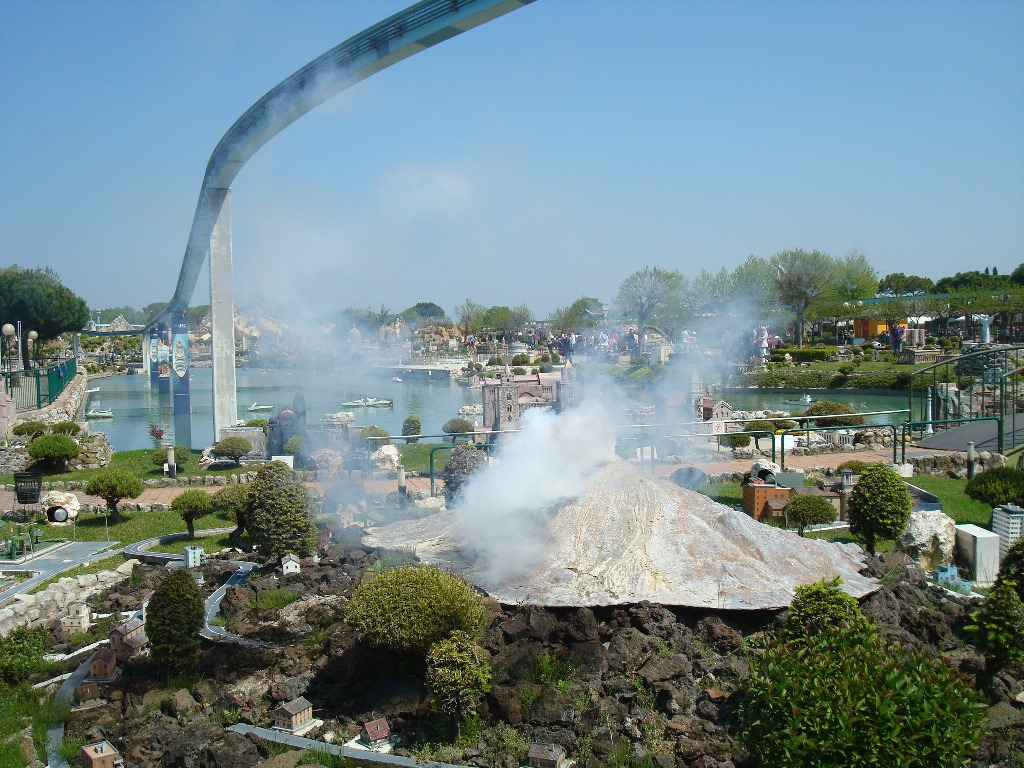
Ätna

Italia in Miniatura wurde durch Ivo Rambaldi gestaltet. Die Idee dazu hatte er nach dem Besuch des schweizerischen Miniaturparks Swissminiatur in Melide. Nach drei Jahren Vorbereitung und dreihundert Millionen Lire (etwa 155.000 Euro) Baukosten wurde der Park am 4. Juli 1970 auf ursprünglich 20.000 m2 mit damals 50 Miniaturen eröffnet und seitdem kontinuierlich erweitert. Die erste fertiggestellte Miniatur war die von Sant’Apollinare in Classe aus der Nähe von Ravenna, der Heimatstadt Rambaldis. Venice wurde 1992 nach neun Jahren Bauzeit eröffnet. Die Miniaturen werden aus Resin (Harz) von der Firma General Display in San Mauro Pascoli hergestellt, die auch für andere Themenparks arbeitet. Italia in Miniatura ist Mitglied in der International Association of Miniature Parks.

## Miniaturen (Auswahl)

### Italien

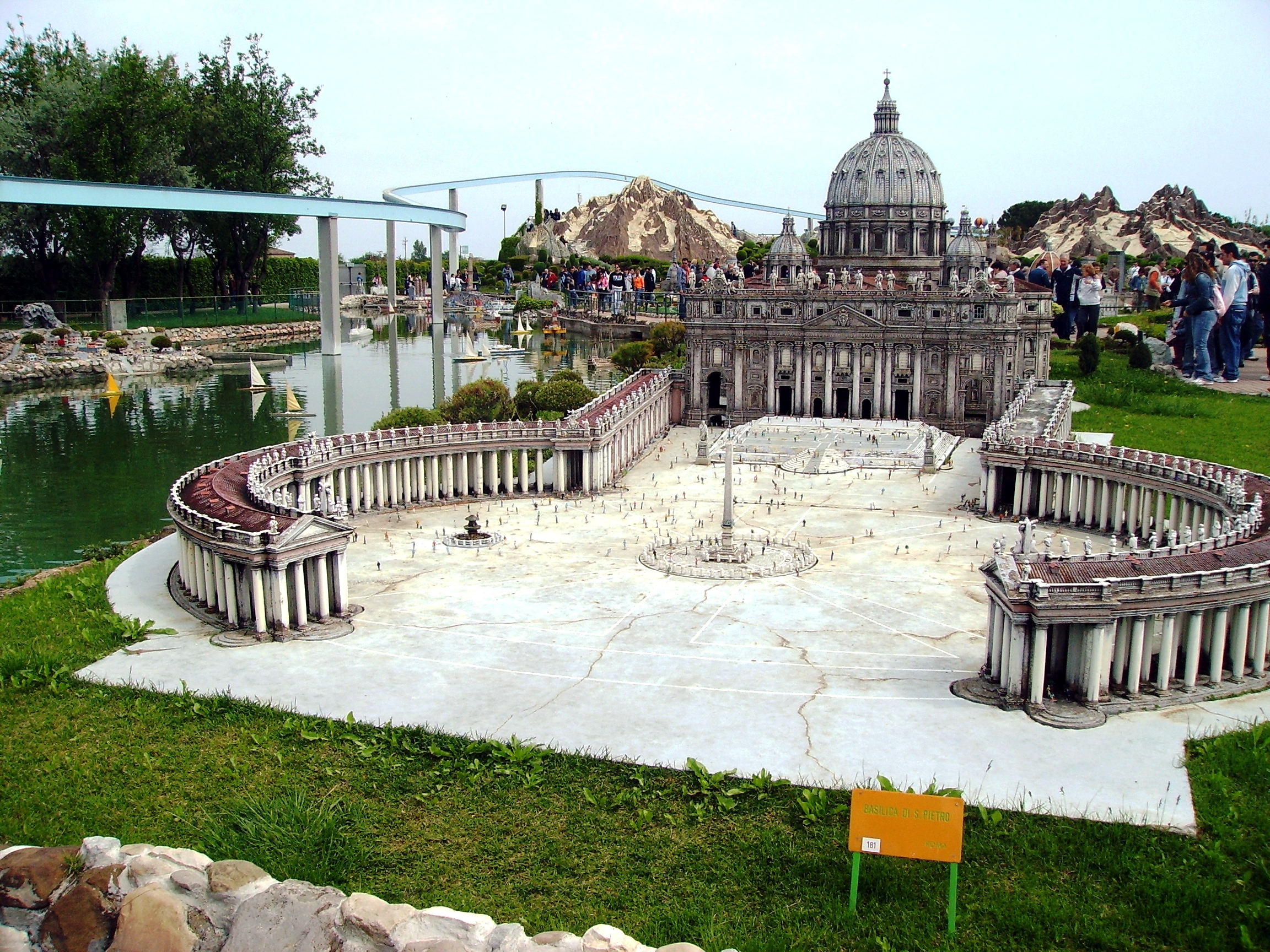
Petersplatz in Rom
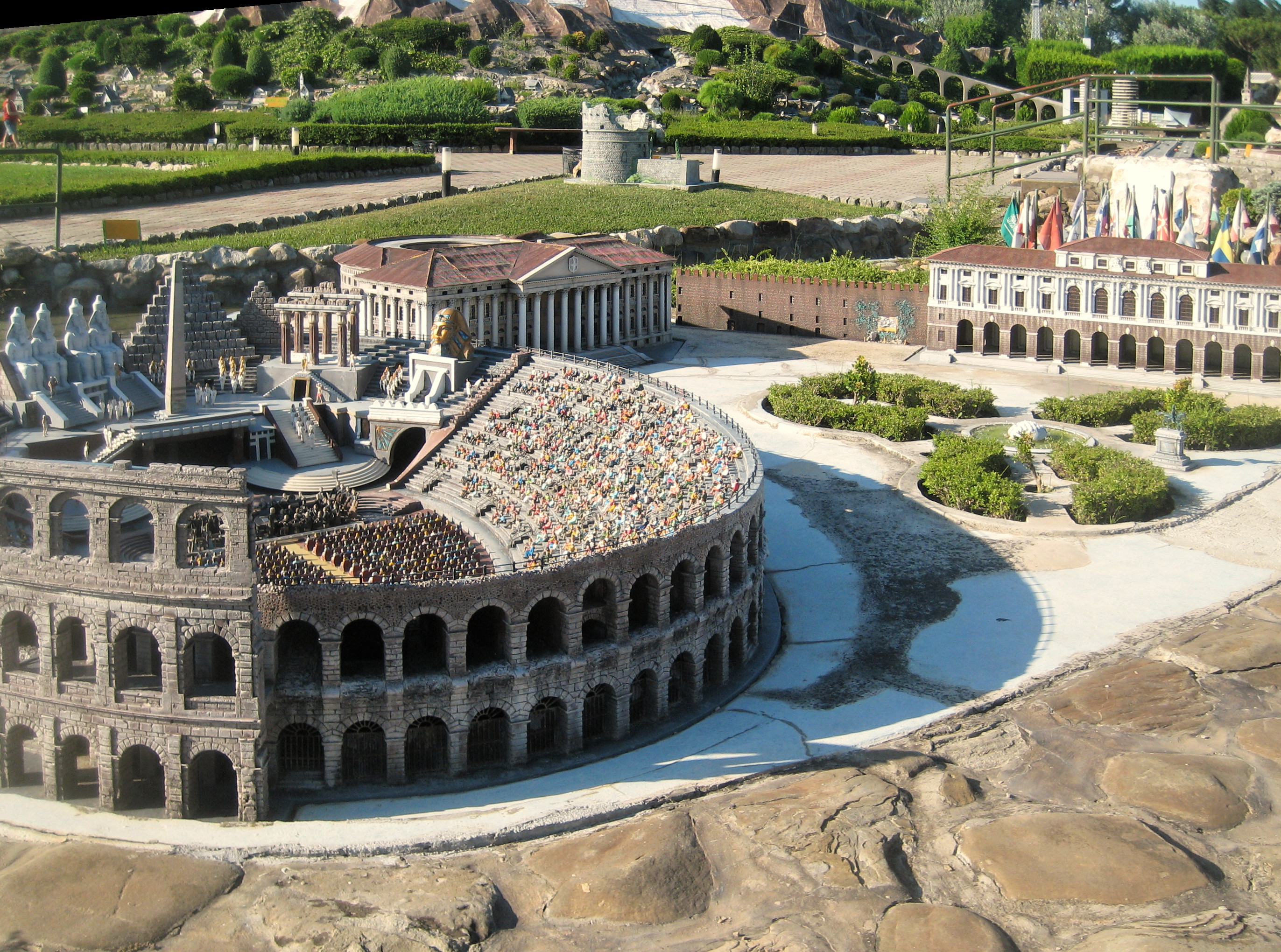
Arena von Verona
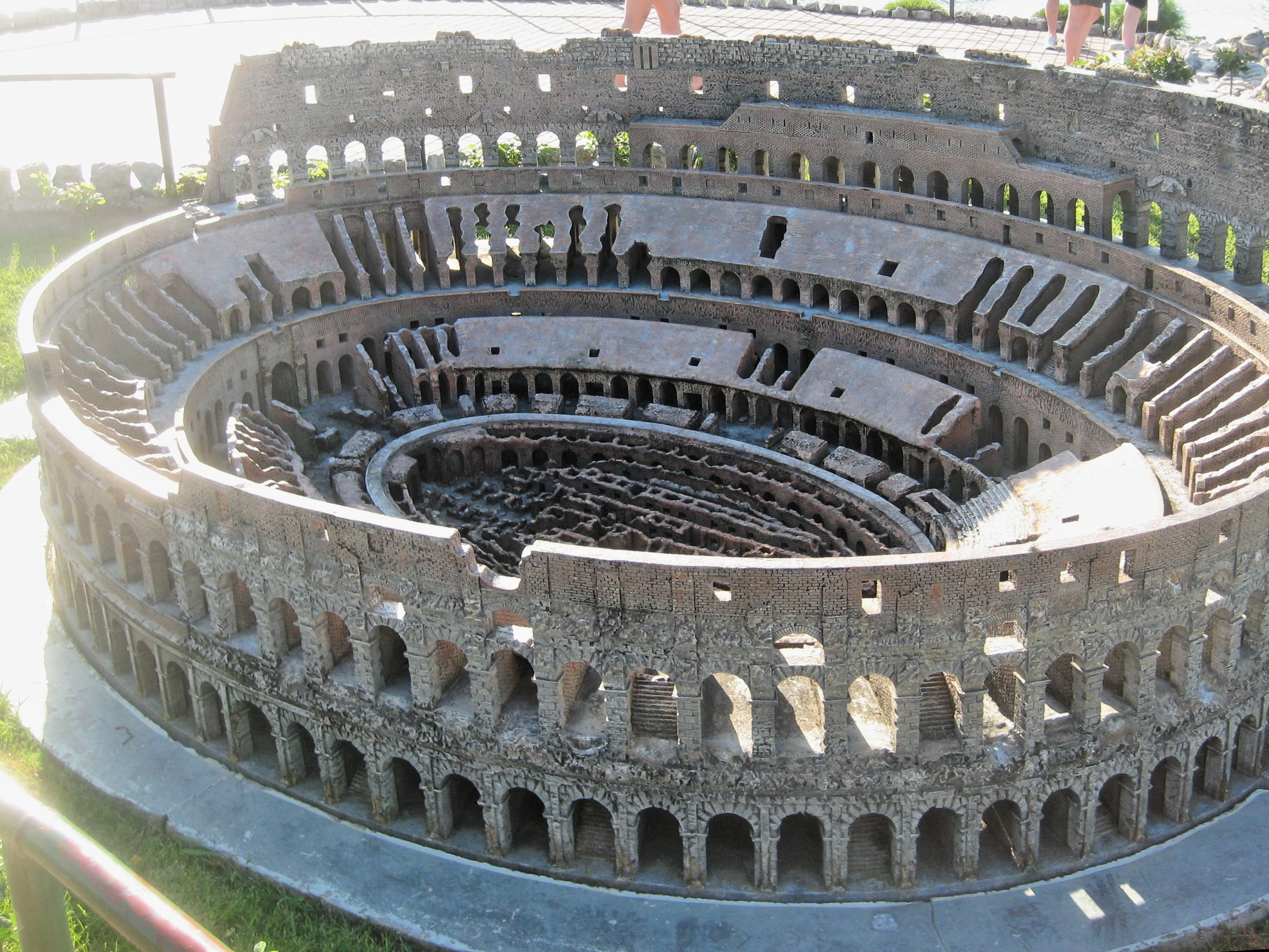
Kolosseum
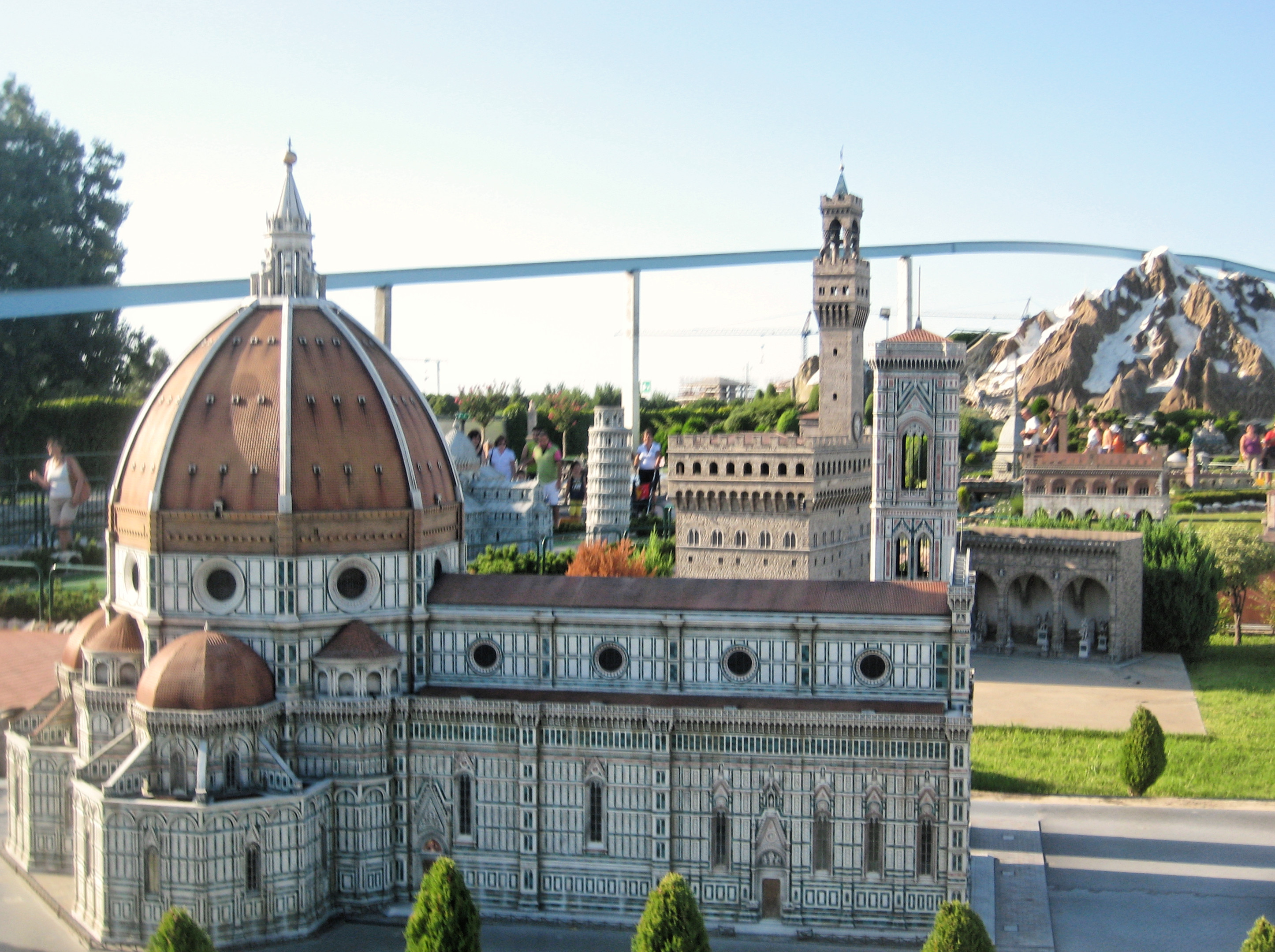
Kathedrale von Florenz

| - Forte Spagnolo in L’Aquila - Sassi di Matera in Matera - Castello di Lagopesole in Avigliano - Dom Santa Maria Assunta in Melfi - Rocca Imperiale - Scilla (Kalabrien) - Trajansbogen in Benevento - Palast von Caserta - Castel Nuovo in Neapel - Piazza del Plebiscito in Neapel - Ätna | - Castel dell’Ovo in Neapel - Poseidon-Tempel in Paestum - Forum, Basilika und Tempel des Apollon in Pompeji - Schloss Miramare bei Triest - Piazza della Libertà in Udine - Piazza Maggiore mit dem Neptunbrunnen und der Basilika San Petronio in Bologna - Santuario della Madonna di San Luca in Bologna - Castello Estense in Ferrara - Burg Ravaldino in Forlì - Kathedrale von Modena | - Königliches Theater in Parma - Palazzo Gotico und Reiterstatuen von Ranuccio I und Alessandro Farnese in Piacenza - Mausoleum des Theoderich in Ravenna - Sant’Apollinare in Classe in Ravenna - Arco di Augusto (Triumphbogen) in Rimini - Spanische Treppe in Rom - Trevi-Brunnen in Rom - Kolosseum in Rom - Petersplatz mit Petersdom in Rom |

### Europa
| - Schloss Belvedere in Wien (Österreich) - Atomium in Brüssel (Belgien) - Stari most in Mostar (Bosnien-Herzegowina) - Kleine Meerjungfrau in Kopenhagen (Dänemark) - St Paul’s Cathedral in London (Großbritannien) - Eiffelturm in Paris (Frankreich) | - Palais de Chaillot in Paris (Frankreich) - Akropolis in Athen (Griechenland) - Schloss Glücksburg (Deutschland) - Schloss Neuschwanstein in Hohenschwangau (Deutschland) - Reichstagsgebäude in Berlin (Deutschland) | - Rock of Cashel bei Cashel (Tipperary) (Irland) - Holländerwindmühle in den Niederlanden - Torre de Belém in Lissabon (Portugal) - Alcázar von Segovia (Spanien) - Schloss Chillon bei Montreux (Schweiz) |